# Nova Aliança do Ivaí
Nova Aliança do Ivaí è un comune del Brasile nello Stato del Paraná, parte della mesoregione del Noroeste Paranaense e della microregione di Paranavaí. Si trova 524 km a nord-ovest della capitale dello Stato Curitiba.